# .ch
A .ch Svájc internetes legfelső szintű tartomány kódja, melyet 1987-ben hoztak létre.